# ブスルファン
ブスルファン（英語: Busulfan、略称:BSF, BUS）は、アルキル化剤に分類される抗悪性腫瘍剤（抗がん剤）である。日本では協和発酵キリンからブスルフェクス点滴静注用の商品名で、大原薬品工業からマブリン散の商品名で製造販売されている。ブスルフェクス点滴静注用は造血幹細胞移植の前治療に使用される注射剤であるが、マブリン散は慢性骨髄性白血病の治療を目的とする経口剤である。ブスルファンは日本ではマブリン散が以前から使用されていたが、2006年には注射剤が認可を受け、ブスルフェクス点滴静注用として製造販売されている。

## 効能・効果

### ブスルフェクス点滴静注用
- 同種造血幹細胞移植の前治療[2]
- ユーイング肉腫ファミリー腫瘍、神経芽細胞腫、悪性リンパ腫における自家造血幹細胞移植の前治療[4]

### マブリン散
- 下記疾患の症状の緩解。
  - 慢性骨髄性白血病、真性多血症[5]

## 副作用
骨髄抑制、静脈閉塞性肝疾患、間質性肺炎、肺線維症、白内障など。

## 作用機序
細胞内において、DNAをアルキル化する作用があり、それによって細胞増殖が抑制される。なお、本剤は発がん性があることが指摘されており（IARCではGroup1に分類）、白血病の治療で本剤を使用した患者の中に二次がんが発症したという報告がある。